# خراف سوداء (رواية)
خراف سوداء (بالإنجليزية: Black Sheep)‏ هي رواية للكاتبة البريطانية سوزان هيل، نشرت عام 2013، لأول مرة عن دار نشر تشاتو آند ويندوس.

## تقديم
تدور أحداث القصة في قرية قاتمة لتعدين الفحم وتتمحور حول الأخ والأخت تيد وروز هوكر. إنه يتبع نموهم من الطفولة إلى البلوغ ومحاولاتهم للتحرر من كدح وجودهم، تيد من خلال الخروج من الوادي للعمل في مزرعة للأغنام، وروز من خلال الزواج من ابن مدير. لا يستطيع أي منهما الهروب حقًا وتؤدي خياراتهما إلى مأساة.

## حول الرواية
في مقابلة مع صحيفة الغارديان، كشفت هيل أن الكتاب مستوحى من "صورة بالأبيض والأسود لنقش من القرن التاسع عشر وجدته على الإنترنت". وقالت إن القرية كانت، "... تمامًا كما أصفها. لقد كانت في الأساس عبارة عن مدرج به جميع أعمال المناجم في الأسفل مع الرافعة العملاقة الكبيرة، وشرفات المنازل الصاعدة، ومسار صغير به بوابة من خلاله". حيث كان الناس ينزلون للعمل، ويمكنك أن ترى في الأعلى حيث تلاشت المنازل والأراضي الزراعية والريف. لا يمكنك التفكير في مجتمع أكثر انغلاقًا من هذا المكان.